# Ниобат лития
Ниобат лития (LiNbO3) — химическое соединение, смешанный оксид ниобия, лития, бесцветные кристаллы с ромбоэдрической структурой (а = 0,547 нм, {\displaystyle \alpha } = 53,72°, пространственная группа R3с). 
Нерастворим в воде. 
Не взаимодействует с кислотами, кроме фтористоводородной кислоты.

## Получение
Получают LiNbO3 взаимодействием Li2CO3 с Nb2O5 при 1050–1100 °C. Монокристаллы выращивают методом Чохральского.

## Физические свойства
Кристаллы оптически прозрачны в области длин волн 0,4-5,0 мкм; показатель преломления обыкновенного луча 2,29, необыкновенного — 2,20 (для длины волны 0,63 мкм).
Является сегнетоэлектриком с температурой Кюри ~1210 °C и величиной спонтанной поляризации 50—80 мкКл/см2 при 300 K. Обладает высокими нелинейно-оптическими характеристиками, поэтому используется в лазерах для генерации второй гармоники. Кроме того, LiNbO3 используется в качестве преобразователей энергии и звукопроводов (линии задержки, полосовые фильтры), элементов в электрооптических устройствах (модуляторы, дефлекторы и др.), пироэлектрических приемников излучения и др.
Кристаллы ниобата лития имеют тригональную сингонию и относятся к кристаллографической точечной группе 3m (C3v) (дитригонально-пирамидальная). Его кристаллическая структура не имеет центральной симметрии, поэтому ниобат лития является сегнетоэлектриком и демонстрирует эффект Поккельса, пьезоэлектрический эффект, фотоупругость и нелинейную оптическую поляризуемость.

## Химические свойства
Не растворим в воде. Не взаимодействует с кислотами кроме фтористоводородной кислоты.
Реагирует с гидрофторидом аммония.

## Применение
Монокристаллы применяются в соответствии с их способностью изменять (увеличивать) длину волн видимого и инфракрасного излучения.